# Malé Dvorníky
Malé Dvorníky est un village de Slovaquie situé dans la région de Trnava.

## Histoire
Première mention écrite du village en 1336.

## Démographie

### Évolution de la population
| Année:               | 1994. | 2004.    | 2014.    | 2024.    |
| -------------------- | ----- | -------- | -------- | -------- |
| Nombre de personnes: | 813   | 942      | 1087     | 1197     |
| Différence:          |       | +15,86 % | +15,39 % | +10,11 % |

| Année:               | 2023. | 2024.   |
| -------------------- | ----- | ------- |
| Nombre de personnes: | 1187  | 1197    |
| Différence:          |       | +0,84 % |